# Панотеряй
Панотеряй — местечко в Ионавском районе Каунасского уезда в центральной Литве.

## География
Местечко расположено примерно в пяти километрах от деревни Буконис и в 19 км к северо-востоку от Ионавы.Через него протекает речка Нотера.

## История
Первое упоминание о местечке относится к 1441 году. В нём сказано, что наместник поместья Сиесикай построил в местечке часовню. Эта часовня сгорела в 1700 году. Католическая часовня была перестроена к 1744 г. (сгорела в 1944 г.). В 1597 году упоминаются усадьба и поле в Панотеряй.
В 1919–50 годах местечко Панотеряй было уездным центром.В 1940-41 и 1944–53 годах советские власти депортировали 10 жителей из местечка. Во время советской власти Панотеряй было центральным поселком колхоза, в 1950–63 годах районным центром.

## Население
В 1914 году проживало 190 жителей, в 1923 г. — 127, 1959 — 247, 1970 — 254, 1979 — 346, 1989  — 394, а в 2001 году — 399 жителей.

## Социальная инфраструктура
По данным Универсальной литовской энциклопедии, в местечке имеются следующие объекты социальной инфраструктуры: церковь (на фото), школа, музей Пятраса Вайчюнаса, дом культуры, библиотека.